# うどうのらじお
『うどうのらじお』は、ニッポン放送で2020年7月10日から放送しているバラエティ番組。略称は、『うどらじ』。

## 概要
2020年6月、ニッポン放送は『大橋未歩 金曜ブラボー』の放送枠を縮小して、同年2月24日のホリデースペシャル『有働由美子 ラジオやってみます!』を経て、当番組を7月10日よりレギュラー番組として開始する事を発表した。
有働はNHKアナウンサー時代を含め、レギュラーでラジオ番組を担当するのは今回が初めてであり、NHK時代からラジオ番組を担当したかったという気持ちを持っていた事を吐露しており、同局社長の檜原麻希は定例記者会見で、フリー転向以降の有働にオファーをしていた事が、今回のタイミングで実現したと明かしている。有働も番組の初回で自身のWikipedia頁の人物項に様々な芸能人のファンである事が加筆されているが、高校時代はチェッカーズの藤井フミヤの大ファンであった事を告白。大方の人がニッポン放送と言えば『オールナイトニッポン』を連想するが、自身は『三宅裕司のヤングパラダイス』に内包されていた『ライオンミュージックビレッジ おねがい!チェッカーズ』であると発言した。
番組は週末の生活を豊かにするために「暮らし」、「行楽」、「旅」、「グルメ」、「エンタメ」などを扱い、トークと楽曲で構成するとしているが、番組進行は有働のフリートークがメインで、リスナーのメッセージを募る週替わりのテーマを随時変更して行くバラエティ番組である。
2021年5月7日から2023年1月27日までは放送前に番組進行打合せの模様を番組公式Twitterアカウントで音声チャットルーム機能「Twitter Spaces」で配信。番組放送中はリスナーからのメール若しくはTwitterのツイートを紹介しており、ハッシュタグは「#うどらじ」で募っている。
2023年2月3日放送分より録って出し方式に変更。放送中のメッセージテーマの募集が行われなくなり、放送前日の正午まで受け付けることになった。これに伴い、一部のコーナーはアシスタントの熊谷実帆が進行する。この形式に変更した経緯については番組内で説明していない。ただ、同日以降も不定期で全編生放送となる回がある（2024年1月5日(後述)・4月19日・9月27日(後述)など）。
2024年1月5日放送分は当初撮って出しにて放送予定だったが、全編生放送に変更され、有働は同年1月1日午後に発生した令和6年能登半島地震の被災地の一つである石川県羽咋郡志賀町から電話出演し、被災地の現状などを報告した（有働の出演は序盤の20分弱のみで、以降は熊谷が進行）。
2024年9月13日放送分は前述と同様、撮って出しにて放送予定であったが、収録前に有働が喉の不調で休演したため、全編生放送に変更され、代理としてお笑いコンビ・くりぃむしちゅーの有田哲平が出演。また、「ちょっとブレイク! うどらじムービー」担当のコトブキツカサが冒頭から出演した。
2024年9月27日放送分は前述と同様、撮って出しにて放送予定であったが、番組冒頭に当日午後に執行された自由民主党総裁選挙関連のニュースを挿入することになったため、全編生放送に変更された。

## 出演者
肩書無しはニッポン放送アナウンサー

### パーソナリティ
- 有働由美子（フリーアナウンサー、元NHKアナウンサー） - 2020年7月10日 - [注 7]

### アシスタント
- 熊谷実帆 - 2020年7月10日 -

### リポーター
- 箱崎みどり - 2023年10月6日 -

### ニュースデスク
- 森田耕次（ニッポン放送 報道部解説委員） - 2020年7月10日 -

### その他出演者

#### 有働の夏季休暇など休演時の代理パーソナリティ
- 羽田美智子（女優） - 2020年9月18日、2022年8月26日
- 雨宮萌果（フリーアナウンサー、元・NHKアナウンサー） - 2022年8月19日、2023年2月24日[注 8]
- 内藤裕子（元・NHKアナウンサー） - 2022年9月9日
- 神田愛花（フリーアナウンサー、元・NHKアナウンサー） - 2023年9月29日、2024年8月9日
- 有田哲平（くりぃむしちゅー） - 2024年9月13日[注 9]

#### 熊谷の休演時の代理アシスタント
- 前島花音 - 2022年2月25日[注 10]、2023年11月10日[注 11]

#### リポーターの夏季休暇などの休演時の代理
- 高見奈央（タレント、ベイビーレイズJAPAN元メンバー） - 2021年8月6日
- 内田雄基 - 2022年9月16日、2023年3月3日
- 島田秀平（お笑いタレント） - 2023年1月6日[注 12]
- 箱崎みどり - 2023年2月24日
- 前島花音 - 2024年7月26日[注 13]

### 過去の出演者

#### リポーター
- 西脇彩華（9nine[注 14]） - 2020年7月10日 - 2022年3月25日（『大橋未歩 金曜ブラボー』から継続出演していた）
- 前島花音 - 2022年4月1日 - 2023年9月29日

## 放送時間
※JST表記
- 金曜 15:30 - 17:10 - 2020年7月10日 -

### 休止・放送時間変更等
2020年
- 7月24日：ホリデースペシャル『知って、肝炎プロジェクト[17]』（15:00 - 16:00）を編成のため16:00からの短縮放送
- 8月28日：当該番組の次時間枠に編成されている『河北麻友子のマユコレ!』を休止し[注 15]、新型コロナウイルス感染拡大に伴う指定感染症 分類の見直に関してと安倍晋三内閣総理大臣の辞意表明に関する記者会見を産経新聞ニュース（ニュースデスク：遠藤竜也（同局報道部副部長兼記者）、電話解説：長谷川幸洋（ジャーナリスト））として拡大のため、17:36まで放送（有働の出演は17:00まで）。次々番組である『ショウアップナイタープレイボール』は6分短縮となった。

2021年
- 1月1日：『ショウアップナイター55周年スペシャル “55!! みんなのプロ野球”』（15:30 - 16:40）、『河北麻友子のマユコレ!』（16:40 - 17:00）、『ほろよいイブニングトーク 新春スペシャル』（17:00 - 18:00）編成のため、番組休止。
- 7月30日・8月6日：2020年東京オリンピックの民放連ラジオ統一番組『東京2020オリンピックハイライト』（17:30 - 17:40）の内包に伴い、当該番組を17:40迄時間尺を拡大して編成。これにともない、当該番組の次時間枠に編成されている『河北麻友子のマユコレ!』を内包扱いとした。
- 12月24日：『第47回ラジオ・チャリティ・ミュージックソン』（12:00 - 翌12:00）編成のため、番組休止。

2022年
- 12月30日：『報道スペシャル「憎まれて、愛されて…石原慎太郎が遺したもの」』（15:00 - 16:00）、『ラジオゆうゆうLife』（16:00 - 16:30）、『峯岸みなみと麻布競馬場 ユトリノサトリ』（16:30 - 17:10）編成のため、番組休止。

2023年
- 5月5日：『ホリデースペシャル 水木翔子の洒落と歌の日々』（15:00 - 16:00）、『今日は、国際助産師の日!助産師さんに感謝 はじめよう!フェムテックスペシャル』（16:00 - 17:10）を編成のため番組休止。
- 8月11日：『ラジオ情熱ラボ〜ビジネスの先に〜』（15:00 - 16:00）、『前島花音のサウンドコレクション』[注 16]（16:00 - 17:00）、『有楽町930ステーション』（17:00 - 17:10）を編成のため番組休止。
- 12月29日：『森田健作55周年企画 青春の勲章はくじけない心 年末増刊号』（15:30 - 17:00）、『有楽町930ステーション』（17:00 - 17:10）を編成のため番組休止。

2024年
- 5月3日：『三四郎のゴールデンウィークを満たしたい!』（15:00 - 16:00）、『森田健作 青春の勲章は くじけない心 増刊号』（16:00 - 17:00）、『有楽町930ステーション』（17:00 - 17:10）を編成のため番組休止。

2025年
- 1月3日：『サンミュージック55周年 ニッポン放送70周年記念 サンミュージック大集合スペシャル』（14:30 - 17:00）、『笑顔にナーレ!ステーション』（17:00 - 17:10）を編成のため番組休止。

## タイムテーブル

### 現在
2023年4月7日時点
斜字は生放送
| タイムテーブル | タイムテーブル                                        | タイムテーブル |
| 時刻           | 内容                                                  | 備考 |
| -------------- | ----------------------------------------------------- | --- |
| 15:30.00       | オープニング                                          | OPトークおよび楽曲紹介 番組放送開始から10月30日放送分迄は有働の独り喋りメインで場合によって 熊谷の紹介を忘れるケースが多かったが、2020年11月6日放送分から、 独り喋りをOPテーマ流す前の3分弱に限定し、熊谷含めてシッカリと挨拶する 形式に変更 |
| 15:48.00       | リスナーメッセージ紹介                                | 週替わりテーマメッセージ呼び込み |
| 15:52.30       | ニッポン放送ニュース                                  | |
| 15:58.30       | ニッポン放送 交通情報（日本道路交通情報センター）     | |
| 16:00.00       | 16時台オープニング                                    | 16時台挨拶とリスナーメッセージ紹介 ここで次回のメールテーマの発表 |
| 16:12.30       | 日記族                                                | 2020年11月6日放送分にて、自身の友人の体験談である彼氏の日記を 読んだエピソードを紹介したことをキッカケにして、 有働の独断で人の日記を読みたい性格を鑑みて、翌11月13日放送分にて 見切り発車で開始したコーナー リスナーの昔執筆した日記を朗読する |
| 16:17.00       | ちょっとブレイク! うどらじムービー                    | 週末に上映される映画や番組が勧める作品をコトブキツカサが紹介する |
| 16:26.00       | ショウアップナイタートゥデイ                          | ナイターイン時期のみのコーナー 放送日の『ショウアップナイター』の中継カード事前情報を伝える。 |
| 16:30.00       | 夕刊フジ イブニングチェック (夕刊フジ)                | 『大橋未歩 金曜ブラボー』からの継続コーナーとしてスライド 夕刊フジ編集局と電話を繋ぎ、当日発行紙面の注目記事のポイントを 解説してもらう。 ただし、放送日が祝日の場合は、同紙が休刊となるため、リスナーメッセージ紹介の補填枠 |
| 16:36.00       | ラジオリビング                                        | 撮って出し方式になってからは『中川家 ザ・ラジオショー』および『ショウアップナイタープレイボール』とは異なった商品を紹介をすることがある。 |
| 16:45.00       | 街かどステーション 噂を求めてどこまでも! (山崎製パン) | NRN系列 企画ネットの中継コーナー 前番組からの継続で、リポーターの西脇が注目スポットやイベント会場、 コーナースポンサーであるトヨタ自動車の新車ディーラー店舗から中継して いたが、同コーナーの中継復帰以降はお出掛けスポットの紹介に留まっていた。 2021年4月2日放送分からコーナー名を「日本を元気に!あなたの街のささえびと」へ改題。 コロナ禍の中、リスナーが居住する街を盛り上げる店舗や企業をリポートしていたが、 2022年上半期編成からリポーター変更に伴い、コーナー名や紹介スポット含め2021年3月 以前と同じ形に戻された。 リポーターがスタジオに登場するときは、事前収録。 |
| 16:54.00       | ニッポン放送 天気予報                                 | |
| 16:57.00       | ニッポン放送 交通情報（日本道路交通情報センター）     | |
| 17:00.00       | 5時の産経新聞ニュース                                 | 時報直後からそのまま定時ニュースOPシングル |
| 17:06.30       | エンディング                                          | |

### 過去
2023年1月27日時点
生放送につき、記載されている時間は目安
| タイムテーブル | タイムテーブル                                                | タイムテーブル |
| 時刻           | 内容                                                          | 備考 |
| -------------- | ------------------------------------------------------------- | --- |
| 15:30.00       | オープニング                                                  | |
| 15:48.00       | リスナーメッセージ紹介                                        | 週替わりテーマメッセージ呼び込み |
| 15:52.30       | ニッポン放送ニュース                                          | |
| 15:58.30       | ニッポン放送 交通情報（警視庁）                               | |
| 16:00.00       | 16時台オープニング                                            | 16時台挨拶とリスナーメッセージ紹介 |
| 16:10.30       | 日記族                                                        | |
| 16:15.00       | ニッポン放送ショウアップナイターの予告&リスナーメッセージ紹介 | ナイターイン時期のみのコーナー 放送日の『ショウアップナイター』の中継カード事前情報を、現地の実況担当 若しくはベンチアナウンサーに中継回線若しくは電話にて繋ぐ |
| 16:17.00       | ちょっとブレイク! うどらじムービー                            | |
| 16:28.00       | 夕刊フジ イブニングチェック                                   | |
| 16:34.00       | ラジオリビング                                                | 以前、『大橋未歩 金曜ブラボー』同様、ラジオリビングのバイヤーがブース入りして 商品説明を行っていた                                                             |
| 16:45.00       | 街かどステーション 噂を求めてどこまでも!                      | |
| 16:54.00       | ニッポン放送 天気予報                                         | |
| 16:57.00       | ニッポン放送 交通情報（警視庁）                               | |
| 17:00.00       | 5時の産経新聞ニュース                                         | |
| 17:06.30       | エンディング                                                  | |

### 過去のコーナー
- TOKYO TODAY'S REPORT

2021年7月30日および8月6日に2020年東京オリンピックのリポートするコーナー同局の東京五輪専従リポーターである吉田尚記が電話orビデオ通話アプリケーションにて出演し、当日の競技の模様若しくは当該コーナー出演後に取材する競技会場の競技の展望を扱う
- TOKYO2020 パラリンピックリポート

2021年8月27日および9月3日に2020年東京パラリンピックのリポートするコーナー。同局の東京五輪専従リポーターである、洗川雄司が電話orビデオ通話アプリケーションにて出演し、当日の競技の模様若しくは当該コーナー出演後に取材する競技会場の競技の展望を扱う